# Argyra oreada
Argyra oreada är en tvåvingeart som beskrevs av Negrobov 1973. Argyra oreada ingår i släktet Argyra och familjen styltflugor. Inga underarter finns listade i Catalogue of Life.